# Либяховски конгрес
Либяховският конгрес или Третият редовен конгрес е конгрес на Серския революционен окръг на Вътрешната македоно-одринска революционна организация, провел се от 28 август до 2 септември 1907 година в неврокопското село Либяхово, Османската империя. Конгресът обсъжда положението и задачите на Серския революционен окръг, както и цялостното положение в Организацията.

## Делегати
Делегатите на конгреса са 21, сред които Димитър Арнаудов, Александър Буйнов, Кръстьо Българията, Димитър Икономов, Чудомир Кантарджиев, Петър Попарсов, Георги Скрижовски, Таската Серски, Стойо Хаджиев. За председател е избран ръководителят на Серския окръг Яне Сандански.

## Решения
Конгресът изслушва отчетите на делегатите, обсъдено е състоянието на околиите и околийските чети и набелязва мерки за възстановяване на дейността на окръжния революционен комитет, както и конкретни действия за укрепване на четите. Реформената кампания в Османската империя е отхвърлена, тъй като противоречи на интересите на населението на Македония. Обсъдена е и политиката на балканските държави и в приетата резолюция е препоръчана най-енегрична борба срещу чуждите въоръжени пропаганди. Заявена е отново решителност да се отстоява независимостта на Организацията, но е разгледан за пръв път въпросът за сътрудничество с други революционни организации. Утвърден е бюджетът на окръга и е избран нов окръжен революционен комитет, както и делегати за Общия конгрес на ВМОРО.